# Licuan-Baay
Licuan-Baay è una municipalità di quinta classe delle Filippine, situata nella provincia di Abra nella Regione Amministrativa Cordillera.
Licuan-Baay è formata da 11 baranggay:
- Bonglo (Patagui)
- Bulbulala
- Cawayan
- Domenglay
- Lenneng
- Mapisla
- Mogao
- Nalbuan
- Poblacion
- Subagan
- Tumalip